# 大同钟楼

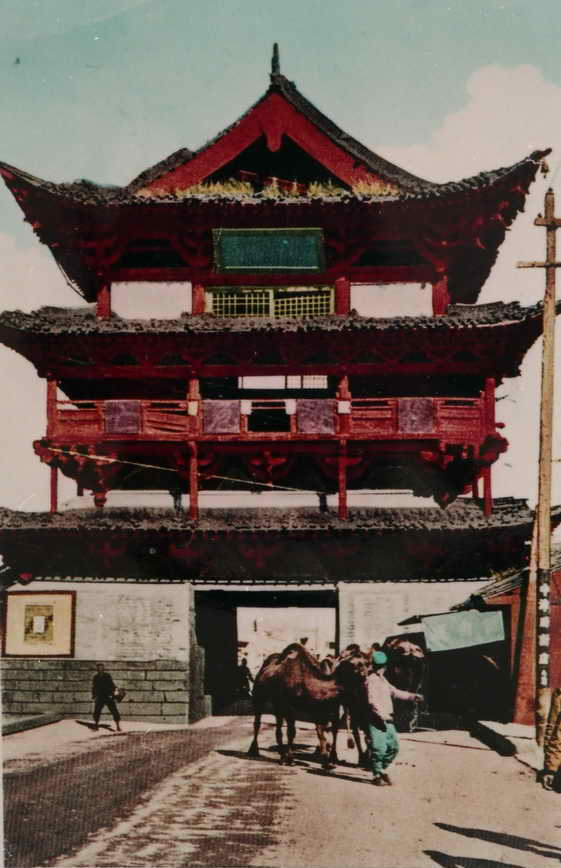
民国时期的大同钟楼

大同钟楼位于山西省大同市旧城西部清远街中段街心，东邻清真大寺、南邻纯阳宫，西邻华严寺。建于明代洪武五年(1372年)。为重要标志性建筑。1951年被拆除。2015年启动复建。
钟楼基座呈正方形。楼高两层，立面三间，檐三重，高27.24米。上层绕以腰檐。顶层为歇山顶，上檐单杪单昂重拱，明间补间铺作一朵，稍间无；腰檐斗栱甚小，为单杪重栱，各间补间铺作两朵；下层为单杪重栱，各间补间铺作一朵。志称钟楼建于明代，根据梁思成考证，建筑手法确为明代风格。
钟楼的铁钟号称9999斤（合4999.5公斤），实重3400公斤，铸于明景泰年间。 钟楼拆除后，铁钟保存在华严寺。1966年4月23日，铁钟列入第一批大同市文物保护单位。事实上铁钟属于可移动文物，列入文物保护单位并不合适。2005年国家文物局出版的资料中仍将铁钟记载为市级文物保护单位，但2011年大同市文物局发布的市级文物保护单位列表中去掉了铁钟。2013年元旦，华严寺举办了第一次敲钟迎新活动。据统计，有三千余名市民在2012年12月31日晚至2013年1月1日凌晨参与了敲钟活动。
1951年，大同市以交通阻塞为理由，拆除了钟楼。 
1951年拆除钟楼后不久，时任中央人民政府副主席宋庆龄来大同考察，得知大同市拆除了钟楼和华严寺的海会殿，批评了大同市政府。尽管如此，大同市之后为了给大同市一医院建设病房，又拆除了明代建筑县文庙大成殿。此事导致大同市再次遭到批评，市政府被迫向中央提交了书面的检讨。1974年，大同市政府又打算拆掉鼓楼，王民选上书市政府，提及拆除钟楼和海会殿被中央批评一事，市政府才作罢。1979年，市政府以影响交通为由再次提出拆除鼓楼，赖时任文化局副局长王民选死保，鼓楼才躲过一劫，得以保存至今。 大同市计划于近年重建钟楼。 